# منتخب بريطانيا العظمى في كأس ويتمان
منتخب بريطانيا العظمى في كأس ويتمان (بالإنجليزية: Great Britain Wightman Cup team)‏ هو ممثل المملكة المتحدة الرسمي في المنافسات الدولية في كرة المضرب في فئة رياضة نسوية.